# Verkiezingen voor het Europees Parlement 2009/Kandidatenlijst/N-VA
Dit is de kandidatenlijst van de Belgische N-VA voor de Europese verkiezingen van 2009. De verkozenen staan vetgedrukt.

## Effectieven
1. Frieda Brepoels
2. Flor Van Noppen
3. Elke Sleurs
4. Louis Ide
5. Hil D'Haese
6. Bart De Nijn
7. An Capoen
8. Fons Hamblok
9. Izolda Ferho-Baguirova
10. Bart Bauwens
11. Annemie Charlier
12. Geert Bourgeois
13. Bart De Wever

## Opvolgers
1. Frieda Brepoels
2. Danny Pieters
3. Tijl Waelput
4. Reinilde Van Moer
5. Els Demol
6. Steven Vandeput
7. Helga Stevens
8. Mark Demesmaeker